# Реінтеграціонізм
Реінтеграціонізм — рух за наближення лексичних, орфографічних та морфологічних особливостей галісійської мови до особливостей португальської мови.
Рух набирає популярність з 1975.
Основними пунктами концепції реінтеграціонізму є:
- входження португальської та галісійської в єдиний мовний простір (діалектний континуум);
- лексичні, орфографічні та морфологічні особливості, наближені до португальських та середньовічних галісійсько-португальських.